# Márgenes de Valdecañas
Márgenes de Valdecañas este o arie protejată (arie specială de conservare — SAC, sit de importanță comunitară — SCI) din Spania întinsă pe o suprafață de 132,8 ha, integral pe uscat.

## Localizare
Centrul sitului Márgenes de Valdecañas este situat la coordonatele 39°49′34″N 5°21′53″W / 39.8261°N 5.3647°V.

## Înființare
Situl Márgenes de Valdecañas a fost declarat sit de importanță comunitară în decembrie 2000 pentru a proteja 2 specii de animale. Situl a fost protejat și ca arie specială de conservare în mai 2015.

## Biodiversitate
Situată în ecoregiunea mediteraneană, aria protejată conține 3 habitate naturale: Păduri de Quercus ilex și Quercus rotundifolia, Tufărișuri termo-mediteraneene și de pre-deșert, Iazuri temporare mediteraneene.
La baza desemnării sitului se află mai multe specii protejate:
- păsări (1): rață mare (Anas platyrhynchos)
- reptile (1): Mauremys leprosa

Pe lângă speciile protejate, pe teritoriul sitului au mai fost identificate 3 specii de amfibieni, 7 specii de reptile.